# Richard Björklund
Karl Richard Björklund, född 1 augusti 1897 i Hyllie socken, död 19 juni 1974 i Sankt Petri församling, Malmö, var en svensk bildkonstnär.
Efter en utbildning till yrkesmålare kom Richard Björklund att studera vid Campbells målarskola i Lund 1919–1920 och därefter följde en Parisvistelse 1921 med studier vid Académie de la Grand Chaumière och på Académie Montparnasse. Han besökte Berlin 1923 och följande år var han åter igen i Paris på Académie de la Grand Chaumière. Senare gjorde han studieresor till Italien 1926, Frankrike 1928, Dalmatien 1934–1935 och Italien igen 1947.
Under sina tidiga studieår tog han intryck av impressionismen som han studerade i museer under sina resor. I sina till format små pannåer försökte han fånga de parisiska dagrarna liksom atmosfären över den skånska slätten. Andra motiv hämtade han från Dalmatien och Bornholm. Stor möda lade han även på ett realistiskt studium efter nakenmodell. Efter en period av intimt verklighetsstudium och ny saklighet fick hans målningar en större bredd och mustigare färg, även om några franska silvertoner dröjde sig kvar i skildringar av skånska sommarlandskap.
Han har även målat porträtt och arbetat med akvareller. På 1940-talet övergick han till målningar av Malmö hamnområde i en mer expressionistisk stil.
Han är representerad på Nationalmuseum, Moderna museet, Malmö museum, Prins Eugens Waldemarsudde, Regionmuseet Kristianstad, Ystads konstmuseum, Lunds Universitets Konstmuseum, Norrköpings konstmuseum  samt Gripsholms slott.
Richard Björklund är begravd på Gamla kyrkogården i Malmö.